# Camicie rosse, storie nere
Camicie rosse, storie nere è un'antologia di genere giallo-storico che raccoglie tredici racconti ambientati per lo più in Sicilia, al tempo della Spedizione dei Mille, riguardanti in vari modi la figura di Garibaldi e lo svolgimento della sua impresa.

## Titolo
Il titolo dell'antologia allude contemporaneamente ai garibaldini, per mezzo delle tradizionali camicie rosse ormai divenute loro sinonimo, e all'elemento "nero" – ovvero delittuoso – presente in tutti racconti.

## I racconti
La raccolta contiene in tutto tredici racconti di genere giallo-storico dedicati al tema garibaldino.
- Luigi De Pascalis, A cena con Dumas
- Giulio Leoni, Fifteen men on a dead man's chest [1]
- Nicola Verde, Il segreto della diversione Zambianchi
- Divier Nelli, Il nostro Garibaldi
- Simona Carloppi, Sangue caldo, sangue freddo
- Errico Passaro, Il cecchino
- Ben Pastor, Turr alla Nica
- Roberto Riccardi, L'angelo dei poveri
- Dario Falleti, I macellai di Montevideo
- Massimo Mongai, Generale Garibaldi, dove eravate ieri sera a quest'ora?
- Leonardo Gori, Mi chiamo Morte
- Giacomo E.Carretto, 1860, passioni estreme
- Diana Lama, Il Dittatore a Napoli

## La struttura
Il racconto di Luigi De Pascalis, diviso in dodici parti più un epilogo, narra un'indagine per omicidio che si svolge sullo sfondo di una cena a cui è presente lo scrittore francese Alexandre Dumas  e costituisce una sorta di cornice in cui di volta in volta vengono inseriti tutti gli altri racconti.
Il volume si conclude con I Mille secondo Andrea Camilleri (a cura di Roberto Riccardi), un dialogo-intervista nel quale lo scrittore siciliano spiega e commenta l'impresa garibaldina e il contesto storico in cui essa si svolse.

## Cronologia
Le storie dei racconti, ambientate in vari luoghi, si svolgono nel periodo compreso fra aprile e novembre dell'anno 1860.

## Edizione
A.A.V.V., Camicie rosse, storie nere, Hobby & Work, 2011 - ISBN 9788878519299